# Dagmara Jajeśniak-Quast
Dagmara Jajeśniak-Quast (ur. 1972 w Krakowie) – polska specjalistka w dziedzinie ekonomii i historii gospodarczej, profesor, kierownik katedry i dyrektor pierwszego w Niemczech Centrum Interdyscyplinarnych Studiów o Polsce, utworzonego w 2011 roku na Uniwersytecie Europejskim Viadrina we Frankfurcie nad Odrą, w 2023 przemianowanego na Viadrina Center of Polish and Ukrainian Studies, dyrektor pierwszej interaktywnej platformy naukowej wiedzy o Polsce – Pol-Int – realizowanej wspólnie z Collegium Polonicum w Słubicach i partnerami w Europie, Ameryce Północnej i Azji. Dagmara Jajeśniak-Quast jest ponadto wydawcą serii „Interdisciplinary Polish Studies”, a od 2024 roku jako Blog „Entanglements. Polish and Ukrainian Studies“.

## Życiorys
W 1991 roku ukończyła XII Liceum Ogólnokształcące, a następnie roczne Policealne Studium Sekretarskie w Krakowie. Studiowała ekonomię na Uniwersytecie Europejskim Viadrina we Frankfurcie nad Odrą oraz na William Rainey Harper College w Palatine, Chicago w Stanach Zjednoczonych. W latach 1996–2001 była stypendystką Fundacji Friedricha Naumanna.
Po uzyskaniu dyplomu w 1998 roku była pracownikiem naukowym na Uniwersytecie Europejskim Viadrina we Frankfurcie nad Odrą.
W 2005 roku otrzymała stopień doktora na Uniwersytecie Europejskim Viadrina na podstawie pracy „Eisen und Stahl – unser tägliches Brot für die Industrie“. Eisenhüttenstadt, Kraków-Nowa Huta und Ostrava-Kunčice in der sozialistischen Transformation“.
Pracowała naukowo ponadto na Uniwersytecie Poczdamskim, Uniwersytecie w Erfurcie, Uniwersytecie w Lipsku oraz w Niederlandzkim Instytucie Studiów Wyższych (NIAS) Królewskiej Holenderskiej Akademii Sztuk i Nauk (KNAW).
W 2013 roku otrzymała stopień doktora habilitowanego na Uniwersytecie w Siegen na podstawie pracy „Zwischen Hammer und Amboss – Konzepte und Praxis wirtschaftlicher Integration in Ostmitteleuropa von der Zwischenkriegszeit bis zur Gegenwart” („Między młotem a kowadłem – koncepcje i praktyka integracji gospodarczej Europy środkowo-wschodniej od okresu międzywojennego do dziś”).
Od 2012 roku kieruje Katedrą oraz Centrum Interdyscyplinarnych Studiów o Polsce na Uniwersytecie Europejskim Viadrina we Frankfurcie nad Odrą, gdzie w 2014 roku została mianowana na stanowisko profesora zwyczajnego. W 2023 roku Centrum zostało przemianowane na Viadrina Center of Polish and Ukrainian Studies. Od tego czasu Centrum kieruje Dagmara Jajeśniak-Quast razem z Andrii Portnovem. Ponadto od czerwca 2023 roku do grudnia 2024 roku pełniła funkcję wiceprezydentki Uniwersytetu Europejskiego Viadrina ds. międzynarodowych oraz Collegium Polonicum, wspólnej jednostki naukowej z Uniwersytetem im. Adama Mickiewicza w Poznaniu.

## Pełnine funkcje i członkostwa
- przewodnicząca Kuratorium Stowarzyszenia Sponsorów Uniwersytetu Europejskiego Viadrina
- członkini Komisji Etyki Uniwersytetu Europejskiego Viadrina we Frankfurcie nad Odrą
- członkini Rady Fundacji Uniwersytetu Europejskiego Viadrina we Frankfurcie nad Odrą
- członkini Rady Redakcyjnej kwartalnika „Przegląd Zachodni” (Instytut Zachodni, Poznań) w kadencji 2015-2018
- członkini Rady Naukowej im. Johanna Gottfrieda Herdera (Johann-Gottfried-Herder-Forschungsrat)[6]
- członkini International Outreach Committee of the Society for the History of Technology
- członkini komitetu zarządzającego sieci „Tensions of Europe”
- członkini Association for Slavic, East European, and Eurasian Studies (ASEEES)
- członkini Stowarzyszenia Niemieckich Historyków i Historyczek (Verband der Historiker und Historikerinnen Deutschlands)
- członkini Stowarzyszenia Stypendystów Fundacji Friedricha Naumanna (Verband der Stipendiaten und Altstipendiaten der Friedrich-Naumann-Stiftung für die Freiheit)
- członkini Towarzystwa Polsko-Niemieckiego Brandenburgii

## Wybrane publikacje (Wybrane publikacje (monografie i prace redakcyjne))
- Roadblocks to the Socialist Modernization Path and Transition — Evidence from East Germany and Poland, London: Palgrave Macmillan 2024, 332 stron (razem z Juttą Günther, Udo Ludwigiem i Hansem-Jürgenem Wagenerem). ISBN 978-3-031-37050-2.

- Zapomniana granica. Polsko-niemieckie poszukiwanie śladów od Górnego Śląska po Bałtyk, Kraków: Wydawnictwo JAK, 2., zmienione wydanie, 2020, 263 strony (razem z Uwe Radą). ISBN 978-83-64506-77-2.

- Die vergessene Grenze. Eine deutsch-polnische Spurensuche von Oberschlesien bis zur Ostsee, Berlin: Bebra Verlag, 2018, 256 stron (razem z Uwe Radą). ISBN 978-3-86124-718-0.

- Comecon revisited. Integration in the Eastern Bloc and Entanglements with the Global Economy, 195 stron (=Comparativ. Zeitschrift für Globalgeschichte und vergleichende Gesellschaftsforschung, 5–6/2017) (razem z Uwe Müllerem). ISBN 978-3-7375-0076-0.
- Was sind Polenstudien? 13 Antworten / Czym są Studia o Polsce? 13 odpowiedzi, Berlin: epubli 2017, 309 stron (=Interdisciplinary Polish Studies 5) (razem z Małgorzatą Szajbel-Keck).Unternehmensbesteuerung in Ostmitteleuropa: Bestandaufnahme, Entwicklungen und praktische Fragen nach 10 Jahren EU-Osterweiterung / Opodatkowanie przedsiębiorstw w Europie Środkowo-Wschodniej: stan obecny, tendencje i aspekty praktyczne 10 lat po rozszerzeniu Unii Europejskiej na Wschód, Berlin: epubli 2015, 511 stron (=Interdisciplinary Polish Studies 3) (razem z Christiną Elschner i Stephanem Kudertem). ISBN 978-3-7375-0076-0.
- Praca transgraniczna: Bieżąca sytuacja po pierwszych latach swobodnego przepływu pracowników między Polską i Niemcami. Skutki dla podatków i ubezpieczeń społecznych, w: Elschner, Christina, Jajeśniak-Quast, Dagmara, Kudert, Stephan (red.): Unternehmensbesteuerung in Ostmitteleuropa: Bestandaufnahme, Entwicklungen und praktische Fragen nach 10 Jahren EU-Osterweiterung / Opodatkowanie przedsiębiorstw w Europie Środkowo-Wschodniej: stan obecny, tendencje i aspekty praktyczne 10 lat po rozszerzeniu Unii Europejskiej na Wschód, Interdisciplinary Polish Studies, Bd. 3, Berlin: 2015, s. 379–396. ISBN 978-3737575300.
- Demographischer Wandel in Deutschland, Polen und Europa. Geschichte, Verflechtungen und neue Forschungsperspektiven, Berlin: epubli 2014, 301 stron (=Interdisciplinary Polish Studies 2) (razem z Timem Buchenem, Markiem Keck-Szajblem i Kathariną Kowalski).
- Arbeitnehmerfreizügigkeit zwischen Polen und Deutschland – eine Zwischenbilanz aus unterschiedlichen Perspektiven / Swobodny przepływ pracowników między Polską a Niemcami – próba bilansu z różnych perspektyw, Berlin: epubli 2014, 294 strony (=Interdisciplinary Polish Studies 1) (razem z Laurą Kiel i Markiem Kłodnickim). ISBN 978-3-8442-9863-5.
- Stahlgiganten in der sozialistischen Transformation. Nowa Huta in Krakau, EKO w Eisenhüttenstadt i Kunčice w Ostrawie, Wiesbaden: Harrassowitz Verlag 2010, 349 stron (Studien zur Sozial- und Wirtschaftsgeschichte Ostmitteleuropas, Band 20). ISBN 978-3447063845.
- Polish Economic Circles and the Question of the Common European Market after World War I, w: Kohlrausch, Martin / Steffen, Katrin / Wiederkehr, Stefan (Hg.): Expert Cultures in Central Eastern Europe. The Internationalization of Knowledge and the Transformation of Nation States since World War I, Osnabrück: Fibre Verlag 2010, s. 127–144. ISBN 978-3938400586.
- Die sozialistische Planstadt Eisenhüttenstadt im Vergleich mit Nowa Huta und Ostrava Kunice, w: Bohn, Thomas (red.): Von der „europäischen Stadt” zur „sozialistischen Stadt” und zurück? Urbane Transformationen im östlichen Europa des 20. Jahrhunderts, München: Oldenbourg Verlag, 2009, s. 99–113. ISBN 978-3486589566.
- Geteilte Städte an Oder und Neiße. Frankfurt (Oder) – Słubice, Guben – Gubin und Görlitz – Zgorzelec 1945–1995, Berlin 2000, 258 stron (razem z Katarzyną Stokłosą). ISBN 978-3870618087.

## Źródła
- Sylwetka prof. Jajeśniak-Quast na stronie Viadrina Center of Polish and Ukrainian Studies (VCPU)
- Zespół Pol-Int